# Will van Kralingen
Will van Kralingen, née le 1er octobre 1951 à  Nimègue et morte le 9 novembre 2012 à  Amsterdam, est une actrice néerlandaise.

## Carrière
Elle fut mariée avec l'acteur Eric Schneider ; il naît de cette union l'acteur Beau Schneider. Elle décède d'un cancer en  2012 à l'âge de 61 ans.

## Filmographie
- 1987 : Havinck de Frans Weisz[2]
- 1993 : Belle van Zuylen – Madame de Charrière de Digna Sinke[3]
- 1998 : Temmink: The Ultimate Fight de Boris Paval Conen[4]
- 2000 : Wild Mussels de Erik de Bruyn[5]
- 2001 : Storm in mijn hoofd de Frans Weisz[6]
- 2012 : Une Belle Mort de Wannie de Wijn : Hannah